# Еріка Бем-Фітензе
Еріка Гельґа Рут Бем-Фітензе (англ. і нім. Erika Helga Ruth Böhm-Vitense, 3 червня 1923, Німеччина — 21 січня 2017, Сіетл, США) — американська астроном німецького походження, відома своїми дослідженнями над змінними Цефеїди і зоряною атмосферою. 1951 року отримала докторський ступінь у Кільському університеті та є почесним професором Вашингтонського університету. 1965 року вона була удостоєна премії Енні Дж. Кеннон з галузі астрономії Американським астрономічним товариством.
Вона є автором трьох томів з увідних текстів з астрофізики, вперше опублікованих 1989 року.

## Робота та дослідницькі зусилля
Після отримання докторського ступеня Еріка залишилася в Кілі на посаді наукового співробітника.
Через два роки після захисту докторської дисертації вона опублікувала книгу Die Wasserstoffkonvektionszone der Sonne. Mit 11 Textabbildungen, що перекладається як "Зона водневої конвекції Сонця. З 11 текстовими ілюстраціями. Це одна з її найвідоміших робіт, оскільки її цитували 287 разів з моменту публікації.
Після одруження в 1954 році вони з чоловіком протягом року відвідували Лікську обсерваторію та Каліфорнійський університет у Берклі. Після повернення до Кіля її чоловік, який також був астрофізиком, отримав посаду безстрокового співробітника, а вона - ні.
У 1968 році вони обоє переїхали до Вашингтонського університету, де вона почала працювати старшим науковим співробітником. У 1971 році вона отримала посаду штатного професора, а згодом стала почесним професором. Під час роботи у Вашингтонському університеті вона зробила фундаментальний внесок у розуміння зоряних подвійних, зоряних температур, хромосферної активності, обертання і конвекції. Вона також зробила значний внесок в основи теорії змішування довжин. Вона продовжувала цю роботу до кінця своєї кар'єри.
Приблизно в 1978 році Еріка зрозуміла, що ультрафіолетовий діапазон світла є найкращим способом для спостережень за зоряними хромосферами. У січні 1978 року був запущений Міжнародний ультрафіолетовий дослідник (IUE), і вона змогла використати ці дані для подальшої роботи.

## Зовнішні посилання
- (англ.) Karl Schwarzschild Medal laudation [Архівовано 18 травня 2016 у Wayback Machine.]
- (англ.) Некролог UWA [Архівовано 1 грудня 2017 у Wayback Machine.]